# إيدوماجيوري
إيدوماجيوري، (بالإنجليزية: Aidomaggiore)، (سردينيا: Aidumajore)،هي بلدية في مقاطعة أوريستانو، في سردينيا، إيطاليا. تقع إيدوماجيوري على بعد حوالي 110 كيلومترات (68 ميل) إلى الشمال من كالياري، وحوالي 35 كم (22 ميل) شمال شرق أوريستانو.

## السكان
في سنة 1861 بلغ عدد السكان 1٬089 نسمة، وتطور العدد ليصل في سنة 2011 لـ 472 نسمة.
يظهر هذا المخطط البياني تطور النمو السكاني لـ إيدوماجيوري